# Gare de Riom - Châtel-Guyon
Gare de Riom - Châtel-Guyon – stacja kolejowa w Riom, w departamencie Puy-de-Dôme, w regionie Owernia-Rodan-Alpy, we Francji.
Została otwarta w 1855 roku przez Compagnie du chemin de fer de Paris à Orléans (PO). Obecnie jest zarządzana przez Société nationale des chemins de fer français (SNCF) i obsługiwana przez pociągi Intercités oraz TER Auvergne i TER Rhône-Alpes.

## Historia
Stacja Riom została wybudowana przez Compagnie du chemin de fer de Paris à Orléans (PO) 7 maja 1855, kiedy to został otwarty pierwszy odcinek trasy z Saint-Germain-des-Fosses do Clermont-Ferrand. Należała również do Compagnie du chemin de fer Grand-Central de France.
Nazwa stacji odnosi się do kurortu termalnego Châtel-Guyon.
W 2012 roku, stacja obsługiwała 93 pociągi w ciągu doby.